# Kaputu
 For alternative betydninger, se Embrace.
Kaputu (tidligere New:Name, Embrace og A Sound) er en duo, bestående af søstrene Anilde og Azilda Kaputu. De er opvokset i Holstebro sammen med deres forældre og en yngre samt to ældre søstre. Embrace vandt den niende sæson af X Factor 2016, som den blot anden gruppe, der vandt denne konkurrence. I finalerunden, hvor de kæmpede imod Reem, sang de deres vindersang Commitment Issues. I finalerunden opnåede de 60% af seernes stemmer. Vinderpræmien er indspilning af en EP i London, hvor ét af numrene er skrevet af Julian Bunetta og John Ryan.

## Diskografi

### EP'er
- 2016 – True Story

### Singler
| År   | Titel               | Højeste placering | Certificering |
| År   | Titel               | Download          | Certificering |
| ---- | ------------------- | ----------------- | ------------- |
| 2016 | "Commitment Issues" | 1                 |               |
| 2016 | "Don’t You Wait"    |                   |               |
| 2017 | "Hvor du går"       |                   |               |
| 2020 | "Better Off"        |                   |               |